# ATP Challenger de São Paulo 1 de 2013
O Aberto de São Paulo de 2013 foi um torneio profissional de tênis jogado em quadras duras. Foi a décima terceira edição do torneio, que fez parte do ATP Challenger Tour de 2013. Ela ocorreu no Parque Villa-Lobos, em São Paulo, São Paulo, Brasil, entre 31 de dezembro de 2012 e 6 de janeiro de 2013.

## Entradas na chave principal de simples

### Cabeças de chave
| País | Jogador             | Rank1 | N° |
| ---- | ------------------- | ----- | -- |
| ARG  | Horacio Zeballos    | 85    | 1  |
| ARG  | Martín Alund        | 121   | 2  |
| BRA  | Rogério Dutra Silva | 126   | 3  |
| BRA  | Thiago Alves        | 130   | 4  |
| ARG  | Federico del Bonis  | 133   | 5  |
| POR  | Gastão Elias        | 139   | 6  |
| BRA  | João Souza          | 144   | 7  |
| ARG  | Guido Andreozzi     | 173   | 8  |

- 1 Rankings de 24 de Dezembro de 2012.

### Outras entradas
Os seguintes jogadores receberam wildcards para entrar na chave principal:
- Rafael Camilo
- Daniel Dutra Silva
- Tiago Lopes
- Thiago Monteiro

Os seguintes jogadores entraram pelo qualifying:
- Devin Britton
- André Ghem
- Austin Krajicek
- Franko Škugor

## Entradas na chave principal de duplas

### Cabeças de chave
| País | Jogador         | País | Jogador           | Rank1 | N° |
| ---- | --------------- | ---- | ----------------- | ----- | -- |
| USA  | James Cerretani | CAN  | Adil Shamasdin    | 175   | 1  |
| AUS  | Rameez Junaid   | GER  | Simon Stadler     | 185   | 2  |
| BRA  | André Ghem      | BRA  | João Souza        | 241   | 3  |
| RSA  | Rik de Voest    | BRA  | Marcelo Demoliner | 247   | 4  |

- 1 Rankings de 24 de Dezembro de 2012.

### Outras entradas
Os seguintes jogadores receberam wildcards para entrar na chave principal:
- Rafael Camilo /  Daniel Dutra Silva
- Rogério Dutra Silva /  Eduardo Russi
- Ricardo Hocevar /  Leonardo Kirche

## Campeões

### Simples
- Horacio Zeballos der.  Rogério Dutra Silva, 7–6(7–5), 6–2

### Duplas
- James Cerretani /  Adil Shamasdin der  Federico Delbonis /  Renzo Olivo, 6–7(5–7), 6–1, [11–9]